# سافاس إيلياديس
سافاس إيلياديس (باليونانية: Σάββας Ηλιάδης)‏ مواليد 6 نوفمبر 1979 في سالونيك، هو لاعب كرة سلة يوناني سابق. بدأ مسيرته الاحترافية في سنة 2000. يبلغ طوله 6 قدم 3.75 بوصة (1.9 م). اعتزل اللعب في 2014.

## المسيرة الاحترافية
لعب مع نادي إراكليس سالونيك لكرة السلة من سنة 2002 إلى 2005، ثم لعب مع نادي بانيونيس لكرة السلة في موسم 2005–2006، ثم لعب مع نادي أريس لكرة السلة من سنة 2006 إلى 2009.

## روابط خارجية
- سافاس إيلياديس على موقع الدوري الأوروبي لكرة السلة (الإنجليزية)